# .hack//Link
『.hack//Link』（ドットハックリンク）とは、バンダイナムコグループから2010年3月4日に発売されたPlayStation Portable用アクションRPG。シリーズ初のCERO『B(12歳以上対象)』の作品である。本項ではケロケロエースで連載されていた『.hack//Link 黄昏の騎士団』についても解説する。

## 概要
メディアミックス作品群『.hack』の最終作として位置づけられており、ゲーム作品としては『.hack//G.U.』以来2年ぶりの新作である。
舞台は『.hack//G.U.』の3年後（2020年）。システムは旧来のゲーム作品と通じるアクションRPGだが、イベントは漫画のようなコマ割りとボイス付きの台詞で描かれるコミックデモ形式となっている。
ゲーム版には旧来の各シリーズ作品から100名以上のキャラクターが再登場している。職業の種類は『R:2』のものを基本としており、『R:1』のPCの職業は対応する職業に置き換えられている（例：剣士→斬刀士、呪紋使い→呪療士）。ただし、重斧使いに相当する職業はないため、重槍士に変更されている。
ゲーム発売に先行してケロケロエースで連載が開始された『.hack//Link 黄昏の騎士団』は、内容的にゲームと設定を相互補完している部分もあるものの舞台は基本的に『The World R:X』のみで展開されるため、ゲーム版と設定全てを共有しているわけではない。
UMDのみの発売で、ダウンロード販売はされていない。ゲームには旧作ゲーム『.hack』『.hack//G.U.』、アニメ『.hack//SIGN』『.hack//Liminality』『.hack//黄昏の腕輪伝説』『.hack//Roots』のダイジェストが収録されたDVD「.hack//histical Disc」が付属されている。「絶対包囲パック」と銘打たれた完全受注生産版にはDVDに加えて、前述のアニメ4作品の第1話と『.hack//GIFT』『.hack//G.U. Returner』、ラジオ番組『.hack//Radio 綾子・真澄のすみすみナイト』『.hack//G.U.RADIO ハセヲセット』が新録されたものが収録されたBlu-ray Disc「.hack//re-birth Disc」、旧作までの設定をまとめた「旧約碑文」と今作以降の設定と展望をまとめた「新約碑文」の2つの設定資料集が付属されている。
なお、ゲーム中には続編をうかがわせる予告ムービーが収録されており、2010年8月には本作の2年後を描いた作品で、同じ『The World R:X』を舞台とするOVA『.hack//Quantum』の公式サイトが開設された。

## あらすじ
2020年。2年前にサービス中止となった『The World』が、『The World R:X』として公開されることが決定した。
九竜トキオは『The World R:X』の公開を心待ちにしていたが、ユーザーアカウントが抽選によって与えられることを知り意気消沈する。そんななか、天城彩花という少女が同じクラスへと転校してきた。夢に出て来る『姫』と瓜二つの少女、彩花に屋上に呼び出され浮き立つトキオだったが、彩花の『黒いゲームディスク』によって、肉体ごと『The Wolrd R:X』へと取り込まれてしまう。
ログインしたトキオを待ち受けていたのは、石像と化した無数のPCたち、そして白髪のPCと激闘を繰り広げる勇者カイトの姿だった。

## システム

### ユニゾン
ユニゾン（パーティ）メンバーはトキオを含めて2人。カオスゲートにて転送先を指定する際に、「ユニゾンアドレス」を持つ者のみユニゾンに誘うことができる。ユニゾンを組む相手によって特定の能力がアップし、相手との親密度に応じて効果もアップする。
黄昏の騎士団として覚醒する（仲間に加入する）条件としては、本編イベント進行で追加されるケース、受注した依頼に応じたサブイベント進行で追加されるケースがある。

### データ潜航艦グランホエールの施設
ブリッジ
「メーラー」、プレイヤー情報を記載した「リンクカード」、登場した用語をまとめた「データベース」の機能を持つ。
アカシャ年代碑
アカシャ盤に記録された過去の『The World』にリンクする能力を持ち、これにアクセスすることでイベントが進行する。
知識の蛇
「ウィルスコア」を使用して仲間のジョブランクのアップ、Xthフォームへ進化させたり、アイテムと交換したりできる。施設を拡張することで機能が増える。
ショッピングモール
アイテムの売買、仲間のドレスアップ、仲間の配置管理などが行える。施設を拡張によって機能が増える。
スイートルーム
特に効果はない。仲間を配置する組み合わせによっては、イベントが発生することがある。

### 戦闘システム
アクショントリガー
メニュー画面から、戦闘中に使用するアーツやアイテムを最大4つ登録することができる。戦闘中はR+△or×（または十字キーの上or下）でそのうち1つを選択し、□ボタンで使用する。一度アーツやアイテムを使用すると、キャラクターの頭上に表示されたWAITゲージが消滅しない限り再使用はできない。
ユニゾンコンボ
ユニゾンパートナーと1体の敵に対して連続攻撃を仕掛ける。戦闘中にブレイク状態になった敵を空中に浮かせると、ユニゾンパートナーからユニゾンコンボが提案され（ユニゾンパートナーのSPが少ないと提案されない）、Lを押すことで発動。タイミングよくボタンを押していくことで、一定回数及びボタン入力失敗（希にユニゾンパートナー側が失敗するケースもある）まで一方的に連続攻撃することができる。
クロスレンゲキ
ユニゾンパートナーと発動する合体技。ユニゾンコンボによって蓄積されるレンゲキゲージが満タンになると発動可能になる。

## 登場人物

### 主要人物
九竜 トキオ（くりゅう トキオ）
声 - 三瓶由布子

天城彩花（あまぎ さいか）
声 - 小清水亜美
【基本設定】
トキオと同じクラスにやって来た転校生。トキオが夢に見る「姫」と瓜二つの容姿をしている。表向きは才色兼備の優等生を演じており、校内での人気もアイドル並だが、実際はトキオを「バカトキオ」と呼び、彼を奴隷のようにこきつかうなど高慢な性格。「黒いゲームディスク」によって、トキオを『The World』内に取り込んだ張本人。怜悧で頭も切れるのだが、目的に執心するあまり他人の機微に至らないといった欠点が目立ち、トキオとの不和を生む原因になることも。
後日談を含む『.hack//bullet』には名前のみ登場。曽我部（フリューゲル）が天城丈太郎に面会するにあたって彩花に連絡をとっているほか、曽我部とトキオの会話でも名前が挙がっている。
【漫画版】
【ゲーム版】
アカシャ盤をCC社の好きにさせないためにという名目で、アカシャ盤の最上階を目指している。PCの扱いに長けており、トキオを（時に電撃でお仕置きしながら）サポートする。ゲーム内ではトキオにだけ認識できるホロ・ボディとして存在。『とある人物』を助けるためにアカシャ盤の頂上を目指す。最初はトキオのことをただの手段としか見ていなかったが、彼の人間性に触れていくにつれ認識を改めていく。
AIKA（アイカ）
声 - 小清水亜美
彩花と瓜二つの顔をしたPC。トキオの夢にあらわれる「姫」。電脳知性体（＝再誕の影響を受けなかった良性のAIDA）で、リアルのプレイヤーは存在しない。
彩花の脳内に同居しており、ネットを通して『The World』内にログインする。心優しく、穏やかな性格。見た目の割には慌てん坊で言動も幼く、本人の言うことには「生まれてからちょうど三年目」。AIDAと意思疎通をすることができる。PCボディは昔に運営されていた『アカシックライン』というMMORPGのお姫様型NPCのもの。

### シックザール
8人のメンバーで構成されるハッカー集団。全員がそれぞれ楽器に由来するコードネームとサーカス団にまつわる異名を持つ。
『The World R:X』において、CC社に雇われて活動している。本来の業務は究極AIの力についての研究だが、現在はアカシャ盤の管理・邪魔者の排除を主に行っている。そのため、アカシャ盤の頂上を目指そうとした黄昏の騎士団とは対立関係にあり、これを壊滅させた元凶でもある。
メンバーが使用しているPCはシックザールPCと呼ばれる特殊なPCデータ。仕様外のカスタマイズを施されているためプレイヤー自身と強くリンクしており、通常のPCよりはるかに高い能力を発揮できる反面PCのダメージがリアルにもある程度反映されるという欠点もある。トキオと同様に、『The World』の過去へ赴くことも可能。
フリューゲル
声 - 杉田智和
「団長」。

メトロノーム
声 - 保志総一朗
「ナイフ使い」。No.2。あだ名は「ノムくん」。眼鏡をかけた男性PC。 特殊能力はデータ空間さえ切り裂くナイフ。
シックザールの参謀。リアルでもフリューゲルの助手を務めている。生真面目で潔癖なところがあり、団結できない団員たちや、やる気のないフリューゲルに苛立ちを見せることもしばしば。当初はフリューゲルの理想に共感していたが、段々と積極性を失っていく彼に対して不信感を募らせている。
チェロ
声 - 釘宮理恵
「猛獣使い」。No.3。

クラリネッテ
声 - 能登麻美子
「舞姫」。No.4。

オルゲル
声 - 中井和哉
「火吹き男」。No.5。重火器や爆弾などの多彩な武器を使いこなす。武断派で過激な言動が目立つが、フリューゲルへの忠誠心は強い。「ぶっ壊す」が口癖で、場所や状況をはばからずにトキオを襲撃するなど、行動の端々から危ういほどの凶暴性を覗かせる。
かつて強盗殺人事件で理不尽に両親を奪われ、そのことで内心に強烈な『怒り』を鬱積させていた。それを解き放つ場所として『The World』を紹介してくれたフリューゲルに強い恩義を感じている。
ポザオネ
声 - 坂口候一
「道化」。No.6。ピエロのような白塗りメイクをしたPC。偵察や尾行といった仕事を担当する。戦闘では空中を泳ぐように移動したり巨大化するなどのトリッキーな戦術を用いる。
漫画版ではクロノ・コアの独占を目論むなど、組織よりも自分を優先するような姿勢が目立つ。ゲーム版においては必要以上に相手を挑発してしまい、いつも話の途中でトキオに殴られる。時間データの修復により石化が解除されるはずだったカイトを過去でも石化させ、復活が遠のく原因を作った。
トキオに敗北後、ガイストに粛清される。
トロンメル
声 - 三宅健太
「怪力男」。No.7。「T様」。あだ名は「トロちゃん」。筋骨粒々の肉体を誇るPC。データを拳で握り潰して、クズデータにしてしまう能力を持つ。
いわゆるルー語で喋る、スーパースターを気取る目立ちたがり。最初にトキオと矛を交えるシックザールだが、敗北。その後ガイストの独断で粛清されてしまう。
ガイスト
声 - 内田夕夜
「奇術師」。No.8。仮面を装着したPC。トランプを武器として使用するほか、手品になぞらえた能力を持つ。
他のメンバーとは違って、CC社の推薦で入団した新参者。失敗した同胞を影で粛清するなど、シックザール本来の活動方針からは大きく外れた行動を取る謎多きPC。その正体は、天城丈太郎が提唱するイモータルダスクを実行させるために行動していたAI。

### 黄昏の騎士団
カイトを団長として、過去の『The World』の英雄たちが集結して結成された団体。
【漫画版】
アカシャ盤を改竄された影響で記憶が書き換えられており、主要メンバーはそれぞれ最も陰鬱であったころに戻ってしまっている。トキオとの接触を経て記憶を取り戻し、トキオへと協力を申し出る。
【ゲーム版】
アウラが自らを解放させるために過去の『The World』に記録されていたPCデータで構成されたギルド。アカシャ盤最上層の岩戸を目指していたが、シックザールによって壊滅、所属する騎士たち全員が時間を凍結され、石像と化してしまった。カイトに騎士団の命運を託されたトキオが過去の『The World』の歴史を正常に戻すことで石化が解けていく。

#### ユニゾンPC
カイト
声 - 相田さやか

司（つかさ）
声 - 斎賀みつき

ハセヲ
声 - 櫻井孝宏
ゲーム中では1stフォームでは双剣、Xthフォームでは双銃と扱う武器が違うため、唯一1stとXthの姿を切り替えられるようになっている。

ミミル
声 - 豊口めぐみ

銀漢（ぎんかん）
声 - 千葉一伸

昴（すばる）
声 - 名塚佳織

アルビレオ
声 - 小野大輔

ブラックローズ
声 - 浅野真澄

ミストラル
声 - 榎本温子

オルカ
声 - 増谷康紀

バルムンク
声 - 檜山修之

ヘルバ
声 - 冬馬由美

クビア
声 - 坂本真綾

タビー
声 - 豊口めぐみ

シラバス
声 - 阪口大助

パイ
声 - 小林沙苗

クーン
声 - 三木眞一郎

碧（みどり）
声 - 雪野五月

アトリ
声 - 川澄綾子

志乃（しの）
声 - 名塚佳織

朔/望（さく/ぼう）
声 - 豊口めぐみ

エンデュランス
声 - 斎賀みつき

榊（さかき）
声 - 小西克幸

揺光（ようこう）
声 - 浅野真澄

欅（けやき）
声 - 木村亜希子

オーヴァン
声 - 東地宏樹

葬炎の騎士（そうえんのきし）
声 - 相田さやか
『R:2』時代の蒼炎の騎士と同一のAI。

楓（かえで）
声 - 大原さやか

黙示録の獣（もくじろくのけもの）
声 - 櫻井孝宏
『TRILOGY』において登場したハセヲのB-stフォーム。本作ではハセヲのオーヴァンに対する怒りから誕生した放浪AIという設定。ハセヲとは別に騎士団のメンバーであるが、トキオを初めとした団員からは便宜上ハセヲと呼ばれることが多い。

カイト（そら）
声 - 相田さやか
『UNKNOUWN』からのゲスト参戦。

#### フレンドPC
グランホエールには搭乗するが、直接冒険には参加しないPC

### その他の登場人物
トキ★ランディ
声 - 甲斐田ゆき
データ潜航艦グランホエールの艦長を勤めるグランティ。帽子はかぶっておらず、何故かトキオと同じ服装、髪型をしている。
ジーニアス
声 - 関俊彦
本名はドゥルガ・フィダ・シャルマー。CC社現取締役にしてシックザールの雇い主。ガイストに利用され、アカシャ盤を利用してネットワーク世界で優位に立とうとしていた。
アウラ
声 - 坂本真綾

天城 丈太郎（あまぎ じょうたろう）
声 - 内田夕夜

#### 漫画版の登場人物
ニイザト店長
トキオと仲の良いゲームショップの店長。1978年生まれ（42歳）の男性。年齢の割りに幼い顔つきである。『The World R:1』の頃からの古株ユーザーで、過去の“英雄”のスクリーンショットをコレクションしている。中でも昴に対する憧れが強く、『R:1』当時にはファンクラブに入会していたらしい。なお、漫画版公式サイトで掲載されている「トキオの絶体絶命!」では進行役を務めている。
PC名は「忍者刀」。『The World』についての知識と思い入れは他者からも認められるほどで、「The Worldの歩くデータベース」を自称している。ゲーム内ではリアル以上にマニアックさが強調されており、様々なアニメ作品の台詞のオマージュが見られる。
ゲームでは『不滅なる黄昏（イモータルダスク）』発動の際、リアルデジタライズされた人々の中に、彼らしき人物が混じっている。
モデルはCC社のモデルになったサイバーコネクトツーの取締役/ディレクターの新里裕人。
トキオの母
ポニーテールが特徴の1児母。隠れて携帯ゲームをするトキオから「将来、何の役にも立たない」と本体を没収するなど教育に厳しいが、リアルで行方不明のトキオを案じ涙するなど豪胆であると同時に息子想い。ニイザト店長からトキオが仮想世界にリアルデジタライズしている事実を聞き出し、非常識な話をあっさり受け入れると共に彼の力となる為、否定していたゲーム『The World』のアカウント作成を決意する。
漫画版はここで完結しており、ゲーム版に彼女は登場しないため、PCは明かされない。

## 用語
黒いゲームディスク
トキオが彩花から渡された『The World R：X』のゲームディスク。通常ディスクの色は明言されていないが、少なくとも黒ではないらしい。記録日時は2019年12月24日、記録者名は天城丈太郎（ローマ字標記）と記されている。
アカシャ盤
マク・アヌに存在する塔状の建造物。一般ユーザには『The World R:X』のシステムを司るとされているが、内実は『The World』内の時間を制御し蓄積するものとされる。シックザールはその記憶の一部を改竄し、クロノ・コアを集めて『The World』の意のままに操ろうと目論んでいる。
クロノ・コア
アカシャ盤を構成する4つのデータで、制御するために必要とされる。“黄昏の騎士団”のメンバーが所持しているとされる。

### ゲームのみの用語
グランホエール
『The World』内をリヴィジョンをまたいで移動できるデータ潜航艦。トキオに似たグランティ「トキ★ランディ」が管理している。
記憶の泉
アカシャ盤の各所に設置された、過去の『The World』へ行くための装置。並みのPCでは通り抜ける際にかなりの損傷を受けるものの、トキオは大した負荷も受けずにくぐることが出来る。トキオが通過する事で、グランホエールも過去の時代へ行くことができるようになる。
リアルデジタライズ
特定振動数の光を照射することで、人間を生身のまま光粒子データとして電脳空間へ取り込む技術。研究段階の技術だが、2007年、まだ『fragment』だった『The World』において、一人の人間がリアルデジタライズされた経歴がある。
現在は、重複存在（ダブルウェア）と呼ばれる体質の人間を取り込むところまでは実現に至っている。肉体にとらわれることなく純粋な知性体として永遠に生き続けられると考えられていたが、電脳空間はデータ化された人間にとって過酷であり、長時間滞在し続けると『認知外依存症』を発症。だんだんと自我が崩壊していき、末期にはデータが変質し、拡散消滅してしまう。
アカシックライン
2014年に3ヶ月間だけ、クローズド・ベータが行われたネットゲーム。当時8歳だったトキオが、数秒だけこのアカシックライン内部へと『リアルデジタライズ』してしまった履歴が今回の事件に巻き込まれるきっかけとなった。隠しイベントに出てくるお姫様のNPCがAIKAの原型となったNPCである。
不滅なる黄昏（イモータルダスク）
リアルデジタライズ計画の最終段階。究極AIアウラの力を利用し、全世界の人間を電脳世界へリアルデジタライズする計画。しかし、前述したように無数の問題を抱えた状態でリアルデジタライズを行うことは非常に危険であり、これを提唱した天城丈太郎は現在行方不明となっているため、計画は凍結されている。

## サウンドトラック
『.hack//Link O.S.T.』は、2010年3月3日に発売された、ゲーム『.hack//Link』のサウンドトラック。初回限定盤には、壁紙集やNew VoiceSE（キャラクターの音声）を収録したCD-ROMが付属。
| #   | タイトル                             | 作詞 | 作曲・編曲 |
| --- | ------------------------------------ | ---- | ---------- |
| 1.  | 「タイトル (title)」                 |      |            |
| 2.  | 「宿命 (ev01)」                      |      |            |
| 3.  | 「カイトVSフリューゲル (ev00)」      |      |            |
| 4.  | 「記憶の海 第一楽章 (home1)」        |      |            |
| 5.  | 「あたしに従いなさい! (ev03)」       |      |            |
| 6.  | 「アカシャ盤 (akasha)」              |      |            |
| 7.  | 「Obsession (evbtl00)」              |      |            |
| 8.  | 「シックザールのアジト (schicksal)」 |      |            |
| 9.  | 「トロンメル (ev09)」                |      |            |
| 10. | 「時代の向こうへ (evbtl06)」         |      |            |
| 11. | 「その名は楚良 (ev07)」              |      |            |
| 12. | 「AIKA (aika)」                      |      |            |
| 13. | 「時の階段 (evbtl05)」               |      |            |
| 14. | 「ガイスト (ev06)」                  |      |            |
| 15. | 「記憶の海 第二楽章 (home2)」        |      |            |
| 16. | 「edge (evbtl01)」                   |      |            |
| 17. | 「ポザオネ (ev37)」                  |      |            |
| 18. | 「記憶の海 第三楽章 (evbtl02)」      |      |            |
| 19. | 「Silly-Go-Round (evbtl02)」         |      |            |
| 20. | 「オーヴァン (ev31)」                |      |            |
| 21. | 「コシュタ・バウア戦場跡 (lost1)」   |      |            |
| 22. | 「オルゲル (ev32)」                  |      |            |
| 23. | 「クラリネッテ (ev33)」              |      |            |
| 24. | 「勇者なんかじゃない (ev34)」        |      |            |
| 25. | 「The hero of Gear (evbtl07)」       |      |            |

| #   | タイトル                               | 作詞 | 作曲・編曲 |
| --- | -------------------------------------- | ---- | ---------- |
| 1.  | 「記憶の海 最終楽章 (home4)」          |      |            |
| 2.  | 「死闘の果てに (ev38)」                |      |            |
| 3.  | 「死の恐怖 (ev14)」                    |      |            |
| 4.  | 「Deepest Memories (evbtl03)」         |      |            |
| 5.  | 「アトリ (ev16)」                      |      |            |
| 6.  | 「グリーマ・レーヴ大聖堂 (lost0)」     |      |            |
| 7.  | 「真実の行方 (evbtl11)」               |      |            |
| 8.  | 「チェロ (ev18)」                      |      |            |
| 9.  | 「Liar’s Smile (evbtl04)」             |      |            |
| 10. | 「Howling Death (btl1)」               |      |            |
| 11. | 「優しくキミは微笑んでいた (evbtl12)」 |      |            |
| 12. | 「ジーニアス (ev22)」                  |      |            |
| 13. | 「仮面の裏 (ev24)」                    |      |            |
| 14. | 「彩花 (ev23)」                        |      |            |
| 15. | 「闇に染まる女王 (ev21)」              |      |            |
| 16. | 「突入 (ev26)」                        |      |            |
| 17. | 「ナミダの想い (evbtl08)」             |      |            |
| 18. | 「終焉の女王 (evbtl10)」               |      |            |
| 19. | 「輝く君へ (ending)」                  |      |            |
| 20. | 「カールのテーマ (evbtl09)」           |      |            |
| 21. | 「ぴろし (ev36)」                      |      |            |
| 22. | 「鈍き駿足のドーベルマン (ev10)」      |      |            |

CD-ROM収録内容
1. オリジナル壁紙集
2. New VoiceSE

## 単行本
- .hack//Link 黄昏の騎士団(1) - 2009年3月26日発売、ISBN 978-4-04-715211-3
- .hack//Link 黄昏の騎士団(2) - 2009年10月25日発売、ISBN 978-4-04-715303-5
- .hack//Link 黄昏の騎士団(3) - 2010年2月26日発売、ISBN 978-4-04-715407-0